# Netrzajni top
Netrzajni top je lahko in zelo premično topniško orožje, ki se uporablja kot lahko poljsko orožje za podporo pehoto in protitankovski top.
Zaradi lahke konstrukcije in možnosti razstavitve orožja je idealno orožje padalskih in desantnih enot.

## Način delovanja
Delovanje netrzajnega topa temelji na izenačenju potiska, ki nastane ob eksploziji, na obeh straneh odprte cevi. Sila, ki potisne izstrelek naprej, ustvari enako nasprotno reakcijsko silo, ki se spremeni v izpuh gorečih plinov nazaj. Cev se ne premakne in nepotrebuje mehanizmov za blaženje trzaja niti težke konstrukcije.
Prav stvar, ki naredi netrzajni top zelo uporabnega (nasprotni izpuh plinov), je tudi velik problem. Izpuh gorečih plinov je nevaren za ljudi, ki se nahajajo v bližini izpušne odprtine (npr. za WOMBATom je nevarno do razdalje 91 m) in hkrati istočasno razkrije ognjeni položaj, kar omogoči sovražniku povratni ogenj.

## Kaliber netrzajnih topov
Večina netrzajnih topov je med 75 in 120 mm.

## Seznam
- seznam netrzajnih topov